# Nadav (nome)
Nadav (in ebraico: נָדָב) è un nome proprio di persona ebraico maschile.

## Origine e diffusione
Deriva dall'antico nome ebraico נָדָב (Nadab), adattato in greco come Ναδαβ (Nadab) e in latino come Nadab; vuol dire "generoso", "nobile", significato analogo a quello dei nomi Generoso, Gennadio e Karim.
Si tratta di un nome biblico, presente nell'Antico Testamento, dove è portato quattro personaggi, fra cui Nadab, re d'Israele figlio di Geroboamo, e Nadab, figlio del sommo sacerdote Aronne.

## Onomastico
Il nome è adespota, cioè non è portato da alcun santo, quindi l'onomastico ricade il 1º novembre, giorno di Ognissanti.

## Persone

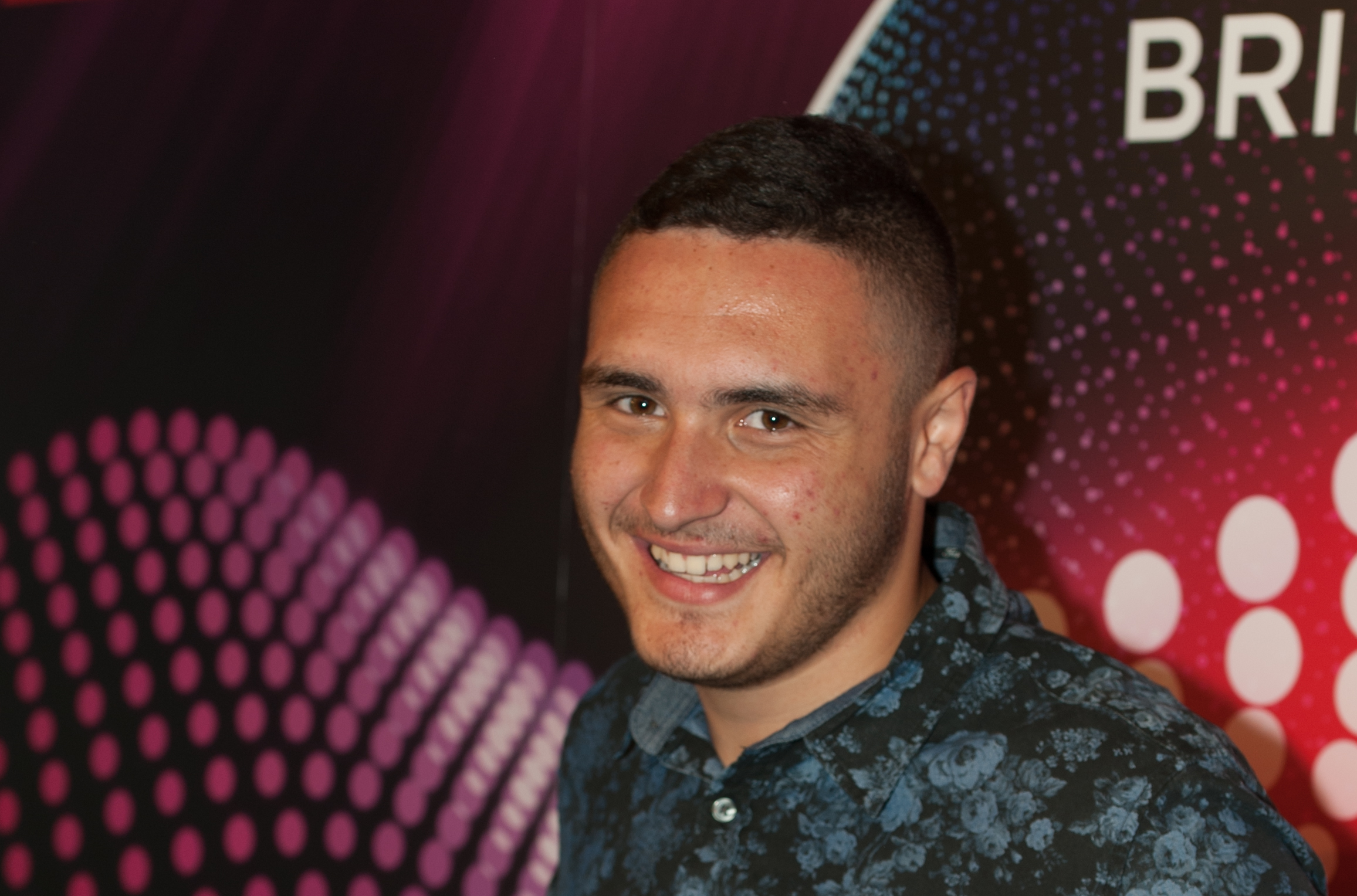
Nadav Guedj

- Nadav Henefeld, cestista israeliano
- Nadav Guedj, cantante francese naturalizzato israeliano
- Nadav Lapid, scrittore e regista israeliano
- Nadav Na'aman, archeologo e accademico israeliano